# Dmitrij Nikolajevič Medvěděv
Dmitrij Nikolajevič Medvěděv (rusky Дмитрий Николаевич Медведев; 22. srpna 1898, Běžica, nyní část Brjanska – 14. prosince 1954, Moskva) byl jedním z velitelů sovětských partyzánů na Ukrajině během druhé světové války, plukovník NKVD, hrdina Sovětského svazu a ruský spisovatel.

## Život
Medvěděv pocházel z dělnické rodiny. Na vysoké škole v Oděse vystudoval matematiku a fyziku. Během ruské občanské války vstoupil do Rudé armády a roku 1920 do Komunistické strany Ruska (bolševiků). V letech 1920 až 1938 pracoval v NKVD v různých (i velitelských funkcích) na Ukrajině, v Medvěžegorsku na stavbě Bělomořsko-baltského kombinátu NKVD nebo v sibiřském gulagu Norillag.
V létě roku 1941, krátce po napadení Sovětského svazu nacistickým Německem, byl jako důstojník NKVD poslán nejprve do západního Ruska a pak na Ukrajinu, aby zde organizoval partyzánský boj. Jeho jednotka, zvaná Победители (Vítězové), působila v Žytomyrské, Rovenské a Lvovské oblasti, zaměřovala se na sabotáže, atentáty a výzvědnou činnost, zlikvidovala více než dva tisíce německých vojáků a důstojníků včetně jedenácti generálů a zachránila přes sto šedesát židovských žen a dětí.
Po osvobození Ukrajiny roku 1944 se Medvěděvova jednotka stala součástí pravidelné Rudé armády. Pátého listopadu roku 1944 byl Medvěděv vyznamenán titulem Hrdina Sovětského svazu. Mimo jiné mu byl také udělen Řád rudého praporu a stal se čtyřnásobným nositelem Leninova řádu (1942, 1943 a 1944 a 1946).
Roku 1945 byl poslán do Litvy, aby organizoval boj proti ozbrojeným antikomunistickým oddílům tzv. Lesních bratrů.
Roku 1946 odešel jako plukovník do výslužby a pak se věnoval literární činnosti. Ve svých knihách se zabýval hrdinským bojem partyzánů v týlu německých vojsk. Jeho knihy se však vyznačují značnou schematičností ve vykreslování lidských charakterů.

## Literární dílo
- Отряд идёт на Запад (1948, Oddíl jde na západ),
- Это было под Ровно (1948, Bylo to u Rovna), česky jako V týlu nepřítele.
- Сильные духом  (1951, Silní duchem), rozšířené vydání knihy Это было под Ровно
- На берегах Южного Буга (1957, Na březích Jižního Bugu), slovensky jako Pri Hitlerovom hlavnom stane.

## Česká a slovenská vydání
- Silní duchem, Naše vojsko, Praha 1953, přeložil Josef France,
- V týlu nepřítele, SNDK, Praha 1954, přeložil Josef France,
- Pri Hitlerovom hlavnom stane, Osveta, Bratislava 1963, přeložil Ján Mojžíš,
- Silní duchem, Lidové nakladatelství, Praha 1980, přeložil Josef France.